# سميث د. وودز
سميث د. وودز (بالإنجليزية: Smith D. Woods)‏ هو سياسي أمريكي، ولد في 2 ديسمبر 1830، وتوفي في 28 ديسمبر 1888.